# Veliki Korinj
Veliki Korinj este o localitate din comuna Ivančna Gorica, Slovenia, cu o populație de 40 de locuitori.